# Dökött (musikalbum)
Dökött är Dökötts debutalbum från 1998.

## Låtlista
1. Intro
2. Fingret I Ett Järnrör
3. Tuttar Överallt
4. Apparaten
5. Vattenslang
6. Min Bil
7. Far Och Flyg
8. Cheeze Doodles
9. Skogsmulle
10. Lavemang
11. Leif
12. 3:a På Besiktninga
13. Lik På Fabrik
14. Roine
15. Flingpaket
16. Jobba
17. Nybaka Bröö
18. Sanna
19. Spårhunden (Micke Reutersvärd)